# 1550 en arts plastiques
| Années des arts plastiques : 1547 - 1548 - 1549 - 1550 - 1551 - 1552 - 1553    |
| Décennies des arts plastiques : 1520 - 1530 - 1540 - 1550 - 1560 - 1570 - 1580 |

Cette page concerne l'année 1550 en arts plastiques.

## Œuvres

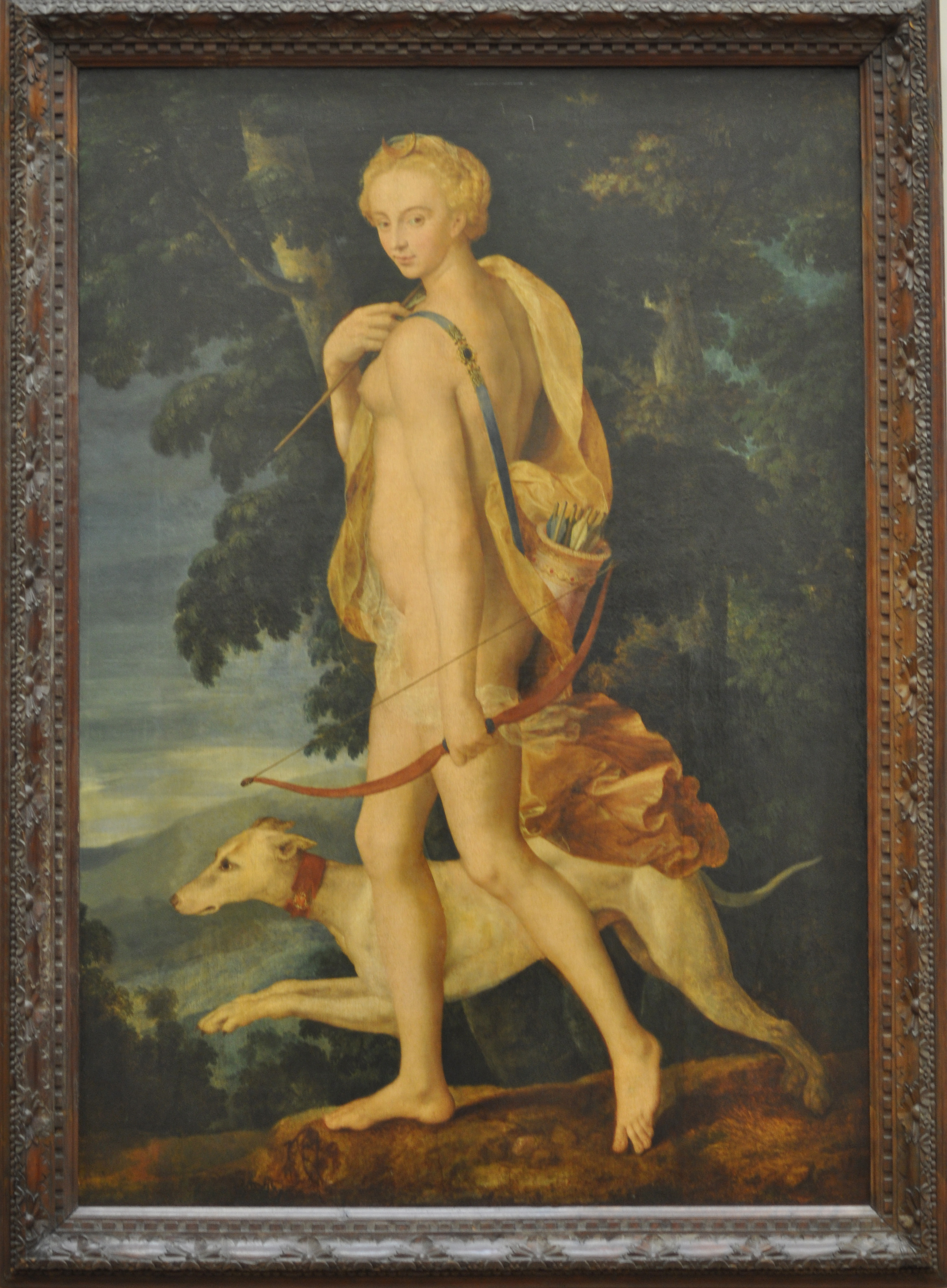
Diane chasseresse, toile de l’école de Fontainebleau.

## Événements
- Giorgio Vasari  publie Les Vies des meilleurs peintres, sculpteurs et architectes, texte fondateur de l'histoire de l'art, réédité en 1568 dans une version étendue aux artistes contemporains[1].

## Naissances
- 6 mars : Michelangelo Naccherino, sculpteur italien († février 1622),
- ? :
  - Piermaria Bagnadore, peintre et architecte italien († 1627),
  - Matthijs Bril, peintre paysagiste flamand († 8 juin 1583),
  - Jacob Willemsz Delff, peintre néerlandais († 5 mai 1601),
  - Nicolas Guillain, sculpteur français († 20 mai 1639),
  - Gaspar Hovic, peintre flamand († 1627),
  - Levinus Hulsius, libraire, écrivain, notaire public, éditeur, imprimeur et graveur allemand († 13 mars 1606),
  - Li Shida, peintre chinois († 1620),
  - Domenico Mona, peintre baroque italien de l'école de Ferrare († 1602),
  - Raffaellino da Reggio, peintre maniériste italien († mai 1578),
  - Johan Sadeler, graveur illustrateur flamand († août 1600).

- Vers 1550 :
  - Cristoforo Augusta, peintre italien († vers 1600),
  - Giovanni Battista Cremonini, peintre italien († 1610),
  - Filippo Bellini, peintre italien († 1604),
  - Lattanzio Bonastri da Lucignano, peintre maniériste italien († vers 1583),
  - Antonio Cimatori, peintre italien († 19 août 1623),
  - Gervasio Gatti, paintre maniériste italien (° vers 1631),
  - Girolamo Imparato, peintre maniériste italien de l'école napolitaine († 1621),
  - Martin Kober, peintre portraitiste et miniaturiste allemand († vers 1598),
  - Giovanni Laurentini, peintre maniériste italien († 18 mars 1633),
  - Henri Lerambert, peintre français († 10 septembre 1608),
  - Léonard II Limosin, peintre émailleur français († vers 1625),
  - Scipione Pulzone,  peintre italien († 1er février 1598),
  - Hendrik van Steenwijk I, peintre néerlandais († 1603),
  - Lodewijk Toeput, peintre et dessinateur d'origine flamande († 1604 ou 1605),

- Vers 1550 ou 1556 :
- Giovanni Paolo Cavagna, peintre baroque italien († 20 mai 1627).

## Décès
- ? septembre : Francesco Maria Rondani, peintre italien (° 1490),
- 22 novembre : Hans Sebald Beham, illustrateur et graveur allemand (° 1500),

- Vers 1550 :
- Sinibaldo Ibi, peintre italien (° vers 1475).